# Marnac
Marnac (okzitanisch: gleichlautend) ist ein Ort und eine südwestfranzösische Gemeinde (commune) mit 179 Einwohnern (Stand 1. Januar 2022) in der alten Kulturlandschaft des Périgord im Département Dordogne im Nordosten der Region Aquitanien.

## Lage
Der Ort Marnac liegt auf einer leichten Anhöhe über dem Südufer der Dordogne im Périgord Noir in einer Höhe von ca. 140 m ü. d. M. und etwa 26 Kilometer (Fahrtstrecke) südwestlich von Sarlat-la-Canéda.

## Bevölkerungsentwicklung
| Jahr      | 1962 | 1968 | 1975 | 1982 | 1990 | 1999 | 2006 | 2018 |
| Einwohner | 216  | 196  | 161  | 175  | 185  | 192  | 198  | 187  |

Im 19. Jahrhundert lag die Einwohnerzahl der Gemeinde stets zwischen etwa 300 und 500 Personen. Die Reblauskrise im Weinbau und der Verlust von Arbeitsplätzen durch die Mechanisierung der Landwirtschaft führten zu einem kontinuierlichen Bevölkerungsrückgang, der in den 1970er Jahren seinen Tiefpunkt erreichte.

## Wirtschaft
Bis in die heutige Zeit spielt die Landwirtschaft die größte Rolle im Wirtschaftsleben der Gemeinde; im 17. und 18. Jahrhundert existierten am Fluss Céou zahlreiche Mühlenbetriebe. Der hier betriebene Weinbau ist jedoch nach der Reblauskrise gänzlich aufgegeben worden. Tabak und Mais sind ebenfalls auf dem Rückzug – stattdessen dominieren Wälder, Felder und Weiden, aber auch Walnuss-, Esskastanien- und Obstbäume die Region. Auch Gänseleberpastete und Trüffel zählen zu den regionalen Spezialitäten. Einige leerstehende Häuser werden als Ferienwohnungen (gîtes) vermietet.

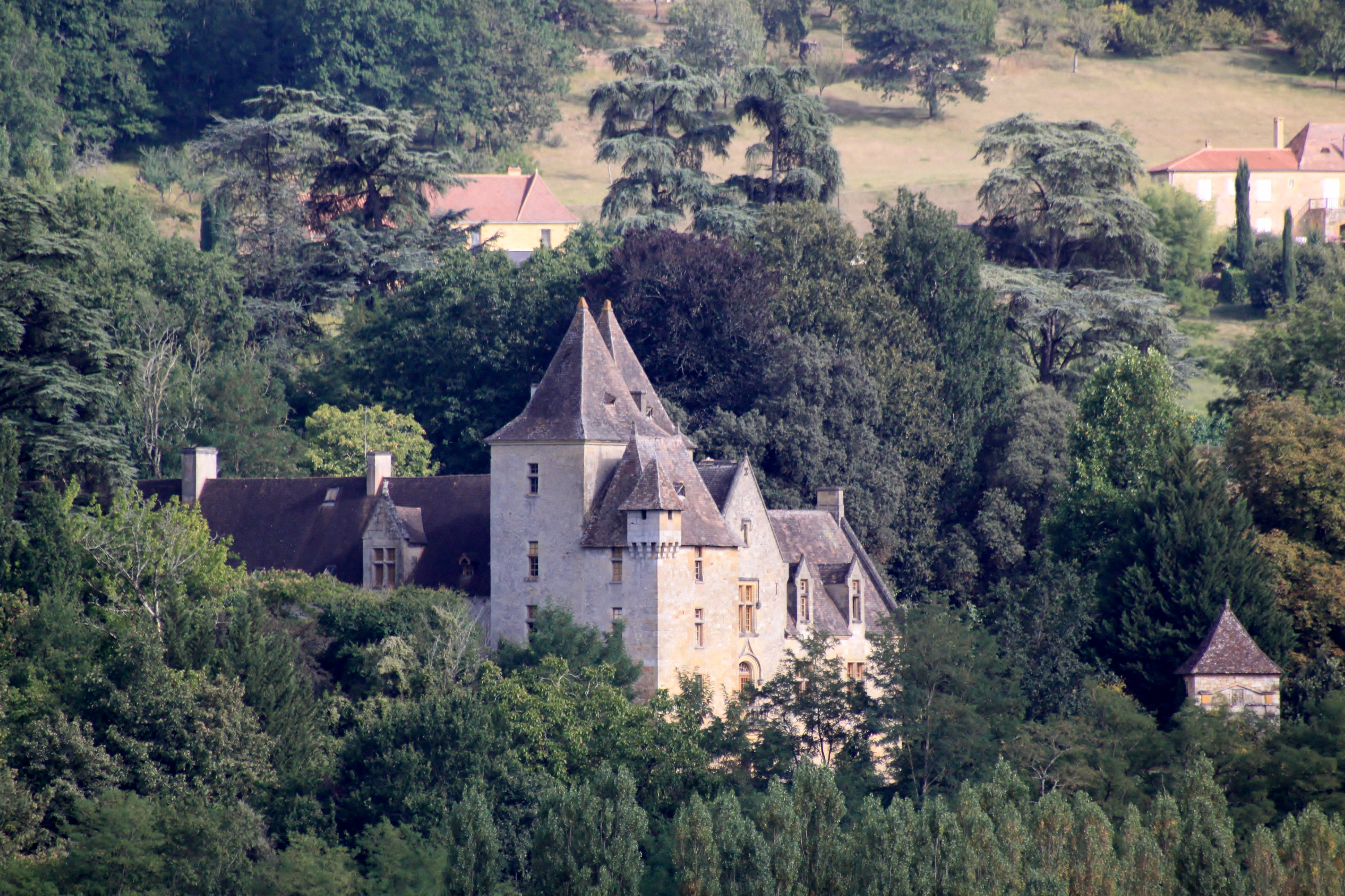
Château de Betou

## Geschichte
Die erste urkundliche Erwähnung des Ortes unter dem Namen Marnacum stammt aus dem Jahr 1365, doch bereits früher existierte ein von der Benediktiner-Abtei von Le Bugue abhängiges Frauenpriorat oberhalb des heutigen Ortes.

## Sehenswürdigkeiten
- Die Pfarrkirche Saint-Sulpice stammt aus dem 14. Jahrhundert; ihre Architektur trägt spätmittelalterliche Züge. Das Renaissanceportal macht einen baufälligen Eindruck; das einschiffige Langhaus ist rippengewölbt.
- Das außerhalb des Ortes gelegene Château de Bétou (44° 50′ 28″ N, 1° 1′ 24″ O) hat seine Ursprünge im 14. und 15. Jahrhundert; es wurde jedoch im 19. Jahrhundert umfassend restauriert und befindet sich heute in Privatbesitz.